# Slatina nad Zdobnicí
Slatina nad Zdobnicí (německy Moorwies) je obec v okrese Rychnov nad Kněžnou v Královéhradeckém kraji. Leží zhruba osm kilometrů jihovýchodně od Rychnova nad Kněžnou a osm kilometrů severozápadně od Žamberka. Žije zde 857 obyvatel.

## Název
Název obce je odvozen od kyselých močálovitých pozemků, čili slatin, které se v okolí dříve hojně nalézaly.

## Historie
První písemná zmínka o obci pochází z roku 1359.

## Obyvatelstvo
| Rok            | 1869  | 1880  | 1890  | 1900  | 1910  | 1921  | 1930  | 1950 | 1961 | 1970 | 1980 | 1991 | 2001 | 2011 | 2021 |
| -------------- | ----- | ----- | ----- | ----- | ----- | ----- | ----- | ---- | ---- | ---- | ---- | ---- | ---- | ---- | ---- |
| Počet obyvatel | 1 248 | 1 249 | 1 246 | 1 186 | 1 147 | 1 109 | 1 034 | 844  | 846  | 790  | 780  | 823  | 797  | 836  | 846  |
| Počet domů     | 215   | 221   | 217   | 214   | 213   | 211   | 224   | 235  | 228  | 225  | 219  | 296  | 296  | 306  | 318  |

## Obecní správa

### Obecní symboly
Znak a vlajka byly obci uděleny rozhodnutím předsedy Poslanecké sněmovny Parlamentu České republiky dne 8. června 2004.

## Škola
V obci se nachází devítiletá základní škola jejíž historie sahá pravděpodobně do 17. století. Z roku 1721 se dochovala první písemná zmínka. Roku 1789 byla na základě školského zákona zřízena škola řádná.

## Doprava
- Železniční trať Doudleby nad Orlicí – Rokytnice v Orlických horách

## Pamětihodnosti
- Kostel Proměnění Páně. Původní stavba ze 14. století zasvěcená svaté Dorotě se do dnešní doby nedochovala. V roce 1575 slil klatovský zvonař Martin pro tento kostel nový zvon a v roce 1589 byl chrám renovován.[7] Majitel žamberského panství František Adam z Bubna nechal na konci 17. století na místě staré stavby vystavět nový barokní chrám, který byl vysvěcen v roce 1699.

## Osobnosti
- Marie Hübnerová (1865–1931), divadelní herečka
- Leoš Kubíček (1887–1974), akademický sochař a řezbář
- Josef Kubíček (1890–1972), sochař, malíř a řezbář, žák J. V. Myslbeka